# Anaea morta
Anaea morta är en fjärilsart som beskrevs av Druce 1877. Anaea morta ingår i släktet Anaea och familjen praktfjärilar. Inga underarter finns listade i Catalogue of Life.